# Wydział Inżynierii Środowiska Politechniki Wrocławskiej
Wydział Inżynierii Środowiska (W-7) Politechniki Wrocławskiej – jednostka naukowo-dydaktyczna (jeden z 16 wydziałów) Politechniki Wrocławskiej, która powstała w 1950 roku, początkowo jako Wydział Inżynierii Sanitarnej. W roku 1990 nastąpiła zmiana nazwy na obecną. Według Ministerstwa Nauki i Szkolnictwa Wyższego wydział posiada kategorię "A".

Wydział zatrudnia 105 nauczycieli akademickich, w tym:
10 z tytułem naukowym profesora

22 ze stopniem naukowym doktora habilitowanego

73 ze stopniem naukowym doktora

## Struktura Wydziału
- Katedra Inżynierii Ochrony Środowiska - K40W07D08 w skład której wchodzą zespoły:
  - Technologii Oczyszczania Wody i Ścieków
  - Technologii Odpadów i Remediacji Gruntów
  - Biologii Sanitarnej i Ekotechniki
  - Inżynierii i Ochrony Atmosfery
- Katedra Wodociągów i Kanalizacji - K42W07D08
- Katedra Klimatyzacji, Ogrzewnictwa, Gazownictwa i Ochrony Powietrza - K41W07D08 w skład której wchodzą zespoły:
  - Inżynierii Cieplnej
  - Instalacji Sanitarnych i Gazownictwa
  - Ogrzewnictwa i Ciepłownictwa
  - Wentylacji i Klimatyzacji

## Władze Wydziału
- Dziekan  dr hab. inż. Bartosz Kaźmierczak, prof. uczelni
- Prodziekan ds. finansowych i ogólnych  dr inż. Piotr Jadwiszczak
- Prodziekan ds. badań naukowych i współpracy zagranicznej  dr Karol Leluk

- Prodziekan ds. dydaktyki i rozwoju kadry  dr hab. inż. Małgorzata Szulgowska-Zgrzywa, prof. uczelni

- Prodziekan ds. studenckich i organizacyjnych dr inż. Urszula Miller

## Edukacja
Obecnie wydział daje możliwość podjęcia nauki na dwóch kierunkach: 
- Gospodarka o Obiegu Zamkniętym i Ochrona Klimatu (GOZOK) oraz
- Inżynieria Środowiska (IŚ)
- zarówno na studiach I (inżynierskie)[4] oraz II (magisterskie)[5] stopnia.

Dodatkową formą kształcenia są studia podyplomowe na kierunkach:
- Certyfikacja i Audyt Energetyczny Budynków
- Technologia Wód, Ścieków i Odpadów
- Współczesne zagadnienia projektowania, budowy i eksploatacji systemów gazociągowych

Wydział dodatkowo prowadzi prace badawcze i wdrożeniowe dla przemysłu i instytucji, oferuje wykłady i szkolenia mające na celu uzupełnianie wiedzy, aby nadążyć za nowościami technicznymi i technologicznymi.
Wydział oferuje także możliwość kształcenia się w szkole doktorskiej dyscypliny kształcenia inżynieria środowiska, górnictwo, energetyka.